# DAOS
Dansk Amatørorkester Samvirke (DAOS) blev stiftet den 15. januar 1949. Ved stiftelsen var navnet Danske Amatør-Symfoniorkestres Samvirke (ændret 1973). Organisationen omfatter amatørorkestre inden for den symfoniske genre, men kammerorkestre og ensembler kan også være medlemmer.
Efter besættelsen af Danmark 1940-1945 oplevede man i Danmark en trang til at samles om den danske kulturarv. Hidtil havde den symfoniske amatørmusik ikke haft en samlende landsorganisation. Initiativtager til DAOS var fuldmægtig Arne Buchter-Larsen, og ved stiftelsen i 1949 forelå følgende formål:
- At fremme interessen for aktiv musikudøvelse
- At varetage amatørsymfoniorkestrenes interesser
- At tilvejebringe samarbejde med kor- og musikforeninger
- At fremme samarbejdet med de professionelle musikere og musikpædagoger

Den første bestyrelse i 1949 bestod af følgende personer:
- Fuldmægtig Arne Buchter-Larsen, formand
- Lektor Asger Poulsen, næstformand og nodearkivar
- Kontorchef Bjørn Gamborg, kasserer
- Fløjtenist Johan Bentzon
- Politimester Karl Halsteen
- Civilingeniør Christian Alsted

I 1958 var DAOS initiativtager til Sang- og Musikamatørernes Fællesråd, som repræsenterede symfoniorkestre, blæserorkestre (bl.a. DAO) og kor. Senere blev fællesrådet udvidet til også at omfatte amatørteatre under navnet Samrådet for amatørkor -orkestre og -teatre (nu kaldet Amatørernes Kunst- og Kultur Samråd, AKKS). Formålet var især at gøre en samlet indsats for amatørernes sag over for Folketingets nedsatte musikkommission. Men musikkommissionen nåede dog aldrig at beskæftige sig med amatørernes aktiviteter og problemer, før den blev lukket ned i efteråret 1971. I stedet blev Statens Musikråd (siden 2003 Kunstrådet) oprettet som rådgivende organ, hvor amatørmusiklivet var repræsenteret. DAOS er medlem af AKKS, Dansk Folkeoplysnings Samråd (DFS) samt Nordisk Musik Union (no) (NOMU).
I 2003 blev DAOS's medlemstal opgjort til 2900 medlemmer.
DAOS’ nuværende formål er:
- At fremme interessen for aktiv musikudøvelse
- At varetage medlemskredsens interesser
- At fremme samarbejdet mellem amatørmusikensemblerne og mellem amatørmusikorganisationerne
- At fremme samarbejdet mellem amatørerne, de professionelle musikere og underviserne
- At fremme medlemmernes interesse og forståelse for musikkens sociale og samfundsmæssige betydning

Hver sommer arrangerer DAOS et musikstævne på Askov Højskole for op til 300 deltagere. Sommerstævnerne har deltagere fra ca. 10 år og op til 100 år, men stævnerne er primært for voksne amatørmusikere. Professionelle dirigenter og instruktører deltager i stævnerne, der byder på 6 symfoniske værker og kammermusikalske aktiviteter. Sommerstævnerne har eksisteret siden 1949, og har kun et år måttet aflyses pga. corona-pandemien i Danmark, nemlig i 2020.
Udover sommerstævnerne afholder DAOS hvert år strygerstævne i november måned, og der arrangeres løbende instrumentalkurser. 
DAOS har et stort nodearkiv, som medlemsorkestrene drager fordel af, og der er oprettet en slagtøjsbank med mulighed for at låne slagtøjsinstrumenter.
DAOS har enkelte gange udført politisk lobbyisme, f.eks i form af henvendelse til kulturministeren i 2013, med opfordring til at igangsætte analyse af den musikalske fødekæde. Et andet initiativ til at styrke denne fødekæde er projektet "Graduerede noder", i hvilket DAOS har medvirket til at få udarbejdet simplificerede nodeudgaver, som kan tillade mindre øvede musikere at spille med i værker, som ellers ville være for svære.